# Studie zur Gesundheit Erwachsener in Deutschland
Die Studie zur Gesundheit Erwachsener in Deutschland (DEGS) ist eine vom Robert Koch-Institut seit 2008 durchgeführte Datenerhebung zum Gesundheitszustand der in Deutschland lebenden Erwachsenen. Die Studie setzt den Bundes-Gesundheitssurvey (BGS98) des Robert Koch-Instituts fort.
Wie auch die „Studie zur Gesundheit von Kindern und Jugendlichen in Deutschland“ (KiGGS) und die Studie „Gesundheit in Deutschland aktuell“ (GEDA) ist DEGS Teil des Gesundheitsmonitorings des Robert Koch-Instituts, welches das Institut seit 2008 im Auftrag des Bundesministeriums für Gesundheit durchführt. Die Daten des Gesundheitsmonitorings fließen in die Gesundheitsberichterstattung des Bundes am Robert Koch-Institut ein. Sie ergänzen bestehende Datenquellen und sind eine Grundlage für die Entwicklung von gesundheitspolitischen Zielsetzungen und Maßnahmen.

## DEGS-Studienkonzept
Ziel von DEGS ist es, in mehreren Erhebungswellen bundesweit repräsentative Gesundheitsdaten zu sammeln, mit denen die jeweils aktuelle gesundheitliche Lage der 18- bis 79-jährigen Erwachsenen in Deutschland beschrieben werden kann. Mit den erhobenen Daten können zudem Veränderungen (Trends) der gesundheitlichen Lage im Zeitverlauf aufgedeckt werden. Durch wiederholte Einbeziehung von Studienpersonen soll ermittelt werden, wie gesundheitsrelevante Faktoren (z. B. Risikoverhalten, Lebensbedingungen) die gesundheitliche Entwicklung im Lebensverlauf beeinflussen. Die Studie ist somit als Kombination aus Querschnittstudie und Längsschnittstudie angelegt. Die Daten werden stets mithilfe von Befragungen und in einzelnen Erhebungswellen zusätzlich durch medizinische Messungen erhoben. Allgemeine wiederkehrende Themenbereiche sind
- Gesundheitszustand,
- subjektive Gesundheit und gesundheitsbezogene Lebensqualität,
- Gesundheitsverhalten,
- Lebens- und Umweltbedingungen sowie
- gesundheitliche Versorgung.

## DEGS1
Die erste Studienwelle (DEGS1) führte das Robert Koch-Institut von November 2008 bis Dezember 2011 durch. Insgesamt nahmen 8.152 Frauen und Männer an DEGS1 teil. Von den Teilnehmerinnen und Teilnehmern des Bundes-Gesundheitssurvey 1998 beteiligten sich 3.959 auch an DEGS1.
Zusätzliche Themenschwerpunkte waren die Bereiche
- chronische Krankheiten (z. B. Herz-Kreislauf-Erkrankungen, Diabetes mellitus),
- Gesundheit der Bevölkerung über 65 Jahre (z. B. Multimorbidität, Einschränkungen der körperlichen Funktionsfähigkeit) und
- psychische Gesundheit (z. B. Häufigkeit psychischer Erkrankungen, Depressivität, Belastung durch chronischen Stress).[5]

Das Erhebungsprogramm umfasste schriftliche Befragungen, ein computergestütztes ärztliches Interview, ein Arzneimittelinterview, Laboruntersuchungen von Blut- und Urinproben, Messungen von Größe, Gewicht, Taillen- und Hüftumfang, Blutdruck und Puls sowie Schilddrüsenvolumen. Bei 18- bis 64-Jährigen wurde die körperliche Fitness mithilfe eines Ausdauerleistungstests auf einem Fahrradergometer ermittelt. Personen ab 65 Jahre absolvierten verschiedene Tests zur körperlichen und einen zur geistigen Funktionsfähigkeit.

## DEGS2
Eine zweite Erhebungswelle (DEGS2) war bereits für Ende 2018 angekündigt, befindet sich laut RKI aber zurzeit (d. h. 2021) noch "in der Planungsphase".

## Daten
Für die wissenschaftliche Öffentlichkeit sind die Daten des Gesundheitsmonitorings als Public Use Files verfügbar. Die Daten von DEGS1 sind 2013 in Form einer Basispublikation und von Faktenblättern erschienen. Die Daten des BGS98 können beim Robert Koch-Institut zur Nutzung beantragt werden.

## Publikationen
- Studie zur Gesundheit Erwachsener in Deutschland – Ergebnisse aus der ersten Erhebungswelle (DEGS1). In: Bundesgesundheitsblatt. Vol. 56, Ausgabe 5/6, 2013 (degs-studie.de [abgerufen am 30. Mai 2013]).
- BM Kurth: Erste Ergebnisse aus der „Studie zur Gesundheit Erwachsener in Deutschland“ (DEGS). In: Bundesgesundheitsblatt. 2012, doi:10.1007/s00103-011-1504-5 (rki.de [PDF; abgerufen am 10. September 2012]).
- C Scheidt-Nave et al.: German Health Interview and Examination Survey for Adults (DEGS) – design, objectives and implementation of the first data collection wave. In: BMC Public Health, 2012, Nr. 12, S. 730, Volltext Stand 09/2012
- Die Gesundheit der Erwachsenen in Deutschland (PDF) DEGS-Infobroschüre 2012 mit Ergebnissen aus dem Untersuchungssurvey